# National Football League 1989
La stagione NFL 1989 fu la 70ª stagione sportiva della National Football League, la massima lega professionistica statunitense di football americano. La finale del campionato, il Super Bowl XXIV, si disputò il 28 gennaio 1990 al Louisiana Superdome di New Orleans, in Louisiana e si concluse con la vittoria dei San Francisco 49ers sui Denver Broncos per 55 a 10. La stagione iniziò il 10 settembre 1989 e si concluse con il Pro Bowl 1990 che si tenne il 4 febbraio a Honolulu.
La stagione fu l'ultima disputata su 16 giornate, prima del passaggio a 17 giornate con l'inserimento di un turno di riposo per ogni squadra nella stagione successiva. Fu inoltre l'ultima con la formula dei play-off a 10 squadre prima del passaggio 12, con l'aggiunta di un'ulteriore wild card per ogni Conference, sempre nella stagione 1990.
Prima dell'inizio della stagione, il commissario della NFL Pete Rozelle annunciò il proprio ritiro. In seguito venne designato come suo successore Paul Tagliabue.
A causa dei danni causati al Candlestick Park dal terremoto di Loma Prieta, l'incontro New England Patriots - San Francisco 49ers, in programma per il 22 ottobre venne disputato allo Stanford Stadium di Stanford.

## Modifiche alle regole
- Venne deciso che dopo una penalità, negli ultimi due minuti del secondo quarto o negli ultimi cinque minuti della partita, il cronometro venga fatto ripartire dal momento dello snap successivo e non da quello in cui gli arbitri posizionano la palla e segnalano che il gioco può riprendere.
- Venne deciso di punire con una penalità di 5 iarde o la perdita di un time out la squadra i cui tifosi impediscano, facendo rumore, alla squadra avversaria in attacco di poter sentire i segnali sulla linea di scrimmage.
- Venne deciso che, se un wide receiver e un difensore ottengono entrambi il controllo del pallone dopo un lancio, il possesso di palla venga assegnato a colui il quale l'abbia controllata per primo.

## Stagione regolare
La stagione regolare si svolse in 16 giornate, iniziò il 10 settembre e terminò il 25 dicembre 1989.

### Risultati della stagione regolare
- V = Vittorie, S = Sconfitte, P = Pareggi, PCT = Percentuale di vittorie, PF = Punti Fatti, PS = Punti Subiti
- La qualificazione ai play-off è indicata in verde (tra parentesi il seed)

| AFC East             |   |    |   |     |     |     |
| Squadra              | V | S  | P | PCT | PF  | PS  |
| (3) Buffalo Bills    | 9 | 7  | 0 | 563 | 409 | 317 |
| Indianapolis Colts   | 8 | 8  | 0 | 500 | 298 | 301 |
| Miami Dolphins       | 8 | 8  | 0 | 500 | 331 | 379 |
| New England Patriots | 5 | 11 | 0 | 313 | 297 | 391 |
| New York Jets        | 4 | 12 | 0 | 250 | 253 | 411 |

| NFC East                |    |    |   |     |     |     |
| Squadra                 | V  | S  | P | PCT | PF  | PS  |
| (2) New York Giants     | 12 | 4  | 0 | 750 | 348 | 252 |
| (4) Philadelphia Eagles | 11 | 5  | 0 | 688 | 342 | 274 |
| Washington Redskins     | 10 | 6  | 0 | 625 | 386 | 308 |
| Phoenix Cardinals       | 5  | 11 | 0 | 313 | 258 | 377 |
| Dallas Cowboys          | 1  | 15 | 0 | 63  | 204 | 393 |

| AFC Central             |   |   |   |     |     |     |
| Squadra                 | V | S | P | PCT | PF  | PS  |
| (2) Cleveland Browns    | 9 | 6 | 1 | 594 | 334 | 254 |
| (4) Houston Oilers      | 9 | 7 | 0 | 563 | 365 | 412 |
| (5) Pittsburgh Steelers | 9 | 7 | 0 | 563 | 265 | 326 |
| Cincinnati Bengals      | 8 | 8 | 0 | 500 | 404 | 285 |

| NFC Central           |    |    |   |     |     |     |
| Squadra               | V  | S  | P | PCT | PF  | PS  |
| (3) Minnesota Vikings | 10 | 6  | 0 | 625 | 351 | 275 |
| Green Bay Packers     | 10 | 6  | 0 | 625 | 362 | 356 |
| Detroit Lions         | 7  | 9  | 0 | 438 | 312 | 364 |
| Chicago Bears         | 6  | 10 | 0 | 375 | 358 | 377 |
| Tampa Bay Buccaneers  | 5  | 11 | 0 | 313 | 320 | 419 |

| AFC West            |    |    |   |     |     |     |
| Squadra             | V  | S  | P | PCT | PF  | PS  |
| (1) Denver Broncos  | 11 | 5  | 0 | 688 | 362 | 226 |
| Kansas City Chiefs  | 8  | 7  | 1 | 531 | 318 | 286 |
| Los Angeles Raiders | 8  | 8  | 0 | 500 | 315 | 297 |
| Seattle Seahawks    | 7  | 9  | 0 | 438 | 241 | 327 |
| San Diego Chargers  | 6  | 10 | 0 | 375 | 266 | 290 |

| NFC West                |    |    |   |     |     |     |
| Squadra                 | V  | S  | P | PCT | PF  | PS  |
| (1) San Francisco 49ers | 14 | 2  | 0 | 875 | 442 | 253 |
| (5) Los Angeles Rams    | 11 | 5  | 0 | 688 | 426 | 344 |
| New Orleans Saints      | 9  | 7  | 0 | 563 | 386 | 301 |
| Atlanta Falcons         | 3  | 13 | 0 | 188 | 279 | 437 |

## Play-off
I play-off iniziarono con i Wild Card Game il 31 dicembre 1989. I Divisional Playoff si giocarono il 6 e 7 gennaio 1990 e i Conference Championship Game il 14 gennaio. Il Super Bowl XXIV si giocò il 28 gennaio al Louisiana Superdome di New Orleans.

### Seeding
| Seed | American Football Conference             | National Football Conference              |
| ---- | ---------------------------------------- | ----------------------------------------- |
| 1    | Denver Broncos (vincitori AFC West)      | San Francisco 49ers (vincitori NFC West)  |
| 2    | Cleveland Browns (vincitori AFC Central) | New York Giants (vincitori NFC East)      |
| 3    | Buffalo Bills (vincitori AFC East)       | Minnesota Vikings (vincitori NFC Central) |
| 4    | Houston Oilers                           | Philadelphia Eagles                       |
| 5    | Pittsburgh Steelers                      | Los Angeles Rams                          |

### Incontri
| Wild Card Game | Wild Card Game                | Wild Card Game | Wild Card Game |                                |                                | Divisional Play-off            | Divisional Play-off | Divisional Play-off |                                |                                  | Conference Championship        | Conference Championship | Conference Championship |  |  | Super Bowl XXIV | Super Bowl XXIV | Super Bowl XXIV | Super Bowl XXIV | Super Bowl XXIV |
|                |                               |                |                |                                |                                |                                |                     |                     |                                |                                  |                                |                         |                         |  |  |                 |                 |                 |                 |                 |
|                |                               |                |                |                                |                                |                                |                     |                     |                                |                                  |                                |                         |                         |  |  |                 |                 |                 |                 |                 |
|                |                               |                |                |                                |                                | 7 gennaio - Giants Stadium     |                     |                     |                                |                                  |                                |                         |                         |  |  |                 |                 |                 |                 |                 |
|                |                               |                |                |                                |                                |                                |                     |                     |                                |                                  |                                |                         |                         |  |  |                 |                 |                 |                 |                 |
|                | 5                             | L.A. Rams      | 19             |                                |                                |                                |                     |                     |                                |                                  |                                |                         |                         |  |  |                 |                 |                 |                 |                 |
|                | 5                             | L.A. Rams      | 19             | 31 dicembre - Veterans Stadium | 31 dicembre - Veterans Stadium | 31 dicembre - Veterans Stadium |                     |                     | 14 gennaio - Candlestick Park  | 14 gennaio - Candlestick Park    | 14 gennaio - Candlestick Park  |                         |                         |  |  |                 |                 |                 |                 |                 |
|                | 2                             | N.Y. Giants    | 13             | 31 dicembre - Veterans Stadium | 31 dicembre - Veterans Stadium | 31 dicembre - Veterans Stadium |                     |                     | 14 gennaio - Candlestick Park  | 14 gennaio - Candlestick Park    | 14 gennaio - Candlestick Park  |                         |                         |  |  |                 |                 |                 |                 |                 |
|                | 2                             | N.Y. Giants    | 13             | 5                              | L.A. Rams                      | 21                             | 5                   | L.A. Rams           | 3                              |                                  |                                |                         |                         |  |  |                 |                 |                 |                 |                 |
|                | 6 gennaio - Candlestick Park  |                |                | 5                              | L.A. Rams                      | 21                             | 5                   | L.A. Rams           | 3                              |                                  |                                |                         |                         |  |  |                 |                 |                 |                 |                 |
|                | 4                             | Philadelphia   | 7              |                                |                                | 1                              | San Francisco       | 30                  |                                |                                  |                                |                         |                         |  |  |                 |                 |                 |                 |                 |
|                | 4                             | Philadelphia   | 7              | 3                              | Minnesota                      | 1                              | San Francisco       | 30                  | 13                             |                                  |                                |                         |                         |  |  |                 |                 |                 |                 |                 |
|                |                               |                |                | 3                              | Minnesota                      |                                |                     |                     | 13                             | 28 gennaio - Louisiana Superdome |                                |                         |                         |  |  |                 |                 |                 |                 |                 |
|                | 1                             | San Francisco  | 41             |                                |                                |                                |                     |                     |                                |                                  |                                |                         |                         |  |  |                 |                 |                 |                 |                 |
|                | 1                             | San Francisco  | 41             | N1                             | San Francisco                  | 55                             |                     |                     |                                |                                  |                                |                         |                         |  |  |                 |                 |                 |                 |                 |
|                | 6 gennaio - Cleveland Stadium |                |                | N1                             | San Francisco                  | 55                             |                     |                     |                                |                                  |                                |                         |                         |  |  |                 |                 |                 |                 |                 |
|                |                               |                |                |                                |                                |                                |                     | A1                  | Denver                         | 10                               |                                |                         |                         |  |  |                 |                 |                 |                 |                 |
|                | 3                             | Buffalo        | 30             |                                |                                |                                |                     | A1                  | Denver                         | 10                               |                                |                         |                         |  |  |                 |                 |                 |                 |                 |
|                | 3                             | Buffalo        | 30             | 31 dicembre - Astrodome        | 31 dicembre - Astrodome        | 31 dicembre - Astrodome        |                     |                     | 14 gennaio - Mile High Stadium | 14 gennaio - Mile High Stadium   | 14 gennaio - Mile High Stadium |                         |                         |  |  |                 |                 |                 |                 |                 |
|                | 2                             | Cleveland      | 34             | 31 dicembre - Astrodome        | 31 dicembre - Astrodome        | 31 dicembre - Astrodome        |                     |                     | 14 gennaio - Mile High Stadium | 14 gennaio - Mile High Stadium   | 14 gennaio - Mile High Stadium |                         |                         |  |  |                 |                 |                 |                 |                 |
|                | 2                             | Cleveland      | 34             | 5                              | Pittsburgh                     | 26                             | 2                   | Cleveland           | 21                             |                                  |                                |                         |                         |  |  |                 |                 |                 |                 |                 |
|                | 7 gennaio - Mile High Stadium |                |                | 5                              | Pittsburgh                     | 26                             | 2                   | Cleveland           | 21                             |                                  |                                |                         |                         |  |  |                 |                 |                 |                 |                 |
|                | 4                             | Houston        | 23             |                                |                                | 1                              | Denver              | 37                  |                                |                                  |                                |                         |                         |  |  |                 |                 |                 |                 |                 |
|                | 4                             | Houston        | 23             | 5                              | Pittsburgh                     | 1                              | Denver              | 37                  | 23                             |                                  |                                |                         |                         |  |  |                 |                 |                 |                 |                 |
|                |                               |                |                | 5                              | Pittsburgh                     |                                |                     |                     |                                |                                  |                                |                         |                         |  |  |                 |                 |                 |                 |                 |
|                | 1                             | Denver         | 24             |                                |                                |                                |                     |                     |                                |                                  |                                |                         |                         |  |  |                 |                 |                 |                 |                 |
|                | 1                             | Denver         | 24             |                                |                                |                                |                     |                     |                                |                                  |                                |                         |                         |  |  |                 |                 |                 |                 |                 |

Nota: Il regolamento impediva gli accoppiamenti nei Divisional playoff tra squadre della stessa Division

### Vincitore
| Vincitori del Super Bowl XXIV San Francisco 49ers 4º titolo |

## Premi individuali
| MVP della NFL                 | Joe Montana, Quarterback, San Francisco    |
| Allenatore dell'anno          | Lindy Infante, Green Bay                   |
| Giocatore offensivo dell'anno | Joe Montana, Quarterback, San Francisco    |
| Difensore dell'anno           | Keith Millard, Defensive tackle, Minnesota |
| Rookie offensivo dell'anno    | Barry Sanders, Running Back, Detroit       |
| Rookie difensivo dell'anno    | Derrick Thomas, Linebacker, Kansas City    |